# 스크루지 (1970년 영화)
스크루지(Scrooge)는 영국에서 제작된 로널드 님 감독의 1970년 드라마, 뮤지컬, 판타지, 가족 영화이다. 알버트 피니 등이 주연으로 출연하였고 로버트 H. 솔로 등이 제작에 참여하였다.

## 출연

### 주연
- 알버트 피니
- 알렉 기네스
- 에디스 에반스

### 조연
- 고든 잭슨
- 로이 키니어
- 데릭 프란시스
- 케네스 모어
- 메리 피치
- 안톤 로저스

## 제작진
- 원작자: 찰스 디킨스
- 미술: 로버트 카트라이트
- 미술: 테렌스 마쉬
- 의상: 마가렛 퍼스

## 같이 보기
- 크리스마스 영화 목록